# Евендејл (Охајо)
Евендејл (енгл. Evendale) град је у америчкој савезној држави Охајо.

## Демографија
По попису из 2010. године број становника је 2.767, што је 323 (-10,5%) становника мање него 2000. године.
| Група             | 2000.         | 2010.         |
| Белци             | 2.657 (86,0%) | 2.430 (87,8%) |
| Афроамериканци    | 223 (7,2%)    | 179 (6,5%)    |
| Азијати           | 166 (5,4%)    | 120 (4,3%)    |
| Хиспаноамериканци | 17 (0,6%)     | 12 (0,4%)     |
| Укупно            | 3.090         | 2.767         |